# Fool for Your Loving
Fool for Your Loving è una canzone del gruppo musicale britannico Whitesnake. Pubblicata originariamente per l'album Ready an' Willing del 1980, la canzone è stata nuovamente registrata per l'inserimento in Slip of the Tongue nel 1989.

## Versione originale
La canzone è stata scritta dal cantante David Coverdale assieme agli allora chitarristi dei Whitesnake, Bernie Marsden e Micky Moody. Il testo è stato ispirato dalla fine del primo matrimonio di David Coverdale. Lo stesso Coverdale ha affermato in un'intervista:
Si è inoltre vociferato che la canzone sia stata originariamente scritta per venire cantata dalla leggenda del blues B. B. King.
La canzone ha rappresentato il primo singolo di successo per gli Whitesnake, raggiungendo la posizione numero 13 della Official Singles Chart nel Regno Unito.
È rimasta negli anni una delle canzoni più popolari e meglio conosciute degli Whitesnake. David Coverdale ha affermato che preferisce la versione originale a quella registrata nel 1989.

### Tracce
1. Fool for Your Loving – 4:18 (David Coverdale, Micky Moody, Bernie Marsden)
2. Mean Business – 3:49 (Coverdale, Moody, Marsden, Neil Murray, Jon Lord, Dave Dowle)
3. Don't Mess with Me – 3:25 (Coverdale, Moody, Marsden, Murray, Lord, Dowle)

### Formazione
- David Coverdale – voce
- Micky Moody – chitarre
- Bernie Marsden – chitarre
- Neil Murray – basso
- Jon Lord – tastiere
- Ian Paice – batteria

### Classifiche
| Classifica (1980) | Posizione massima |
| ----------------- | ----------------- |
| Irlanda           | 11                |
| Regno Unito       | 13                |

## Versione registrata nuovamente
Come nell'album precedente, è stata registrata nuovamente una vecchia canzone degli Whitesnake per l'inserimento in Slip of the Tongue nel 1989. Questa volta la band ha deciso per Fool for Your Loving del 1980.
La versione registrata nuovamente è stata scelta come primo singolo estratto da Slip of the Tongue, ma secondo quanto riportato da David Coverdale, questo ruolo doveva originariamente spettare alla canzone Judgement Day, ma l'etichetta discografica spinse per Fool for Your Loving.
(David Coverdale)
Nonostante ciò, alla sua pubblicazione, la versione registrata nuovamente ha ottenuto piazzamenti migliori dell'originale negli Stati Uniti, raggiungendo la posizione numero 37 della Billboard Hot 100 e la numero 2 della Mainstream Rock Songs, ma non è riuscita a bissare lo stesso successo nel Regno Unito, fermandosi alla posizione numero 43 della Official Singles Chart.
Per la versione registrata nuovamente è stato realizzato un video musicale. Il video mostra gli Whitesnake mentre si esibiscono su un palco, circondati da fumo e fari. Sono inoltre incluse alcune scene di David Coverdale in una stanza imbottita e altre di una donna sconosciuta (probabilmente l'allora fidanzata di Coverdale, l'attrice Tawny Kitaen) inseguita da un'auto. Nel video appare anche il chitarrista Adrian Vandenberg, nonostante questi non abbia suonato nella canzone a causa di un infortunio subito alla mano poco prima delle registrazioni.
Una versione nota come "Vai Voltage Mix" è inoltre disponibile come traccia bonus nell'edizione del ventennale di Slip of the Tongue.

### Tracce
1. Fool for Your Loving – 4:11 (David Coverdale, Bernie Marsden, Micky Moody)
2. Slow Poke Music – 3:59 (Coverdale, Adrian Vandenberg)
3. Walking in the Shadow of the Blues (Live) – 4:49 (Coverdale, Marsden)

### Formazione
- David Coverdale – voce
- Steve Vai – chitarre
- Adrian Vandenberg – chitarre (accreditato nonostante non abbia preso parte alle registrazioni)
- Rudy Sarzo – basso
- Tommy Aldridge – batteria
- Don Airey – tastiere

### Classifiche
| Classifica (1989/90)          | Posizione massima |
| ----------------------------- | ----------------- |
| Australia                     | 69                |
| Canada                        | 37                |
| Nuova Zelanda                 | 22                |
| Paesi Bassi                   | 19                |
| Regno Unito                   | 43                |
| Stati Uniti                   | 37                |
| Stati Uniti (mainstream rock) | 2                 |